# Cholet-Pays de Loire 2016
La 39e édition de Cholet-Pays de Loire a eu lieu le 20 mars 2016. La course fait partie du calendrier UCI Europe Tour 2016 en catégorie 1.1. C'est également la troisième épreuve de la Coupe de France de cyclisme sur route 2016.
L'épreuve a été remportée lors d'un sprint d'une vingtaine de coureurs par le Français Rudy Barbier (Roubaix Métropole européenne de Lille) qui s'impose respectivement devant le Belge Baptiste Planckaert (Wallonie Bruxelles-Group Protect) et son compatriote Yannis Yssaad (Armée de Terre).
Le Français Maxime Daniel (AG2R La Mondiale) gagne le classement de la montagne, Rudy Barbier termine logiquement meilleur jeune et la formation Armée de Terre meilleure équipe.
Pour la Coupe de France, tous les leaders changent et sont désormais Baptiste Planckaert pour le classement individuel, Rudy Barbier pour le classement des jeunes et la formation française Armée de Terre pour le classement par équipes.

### Parcours

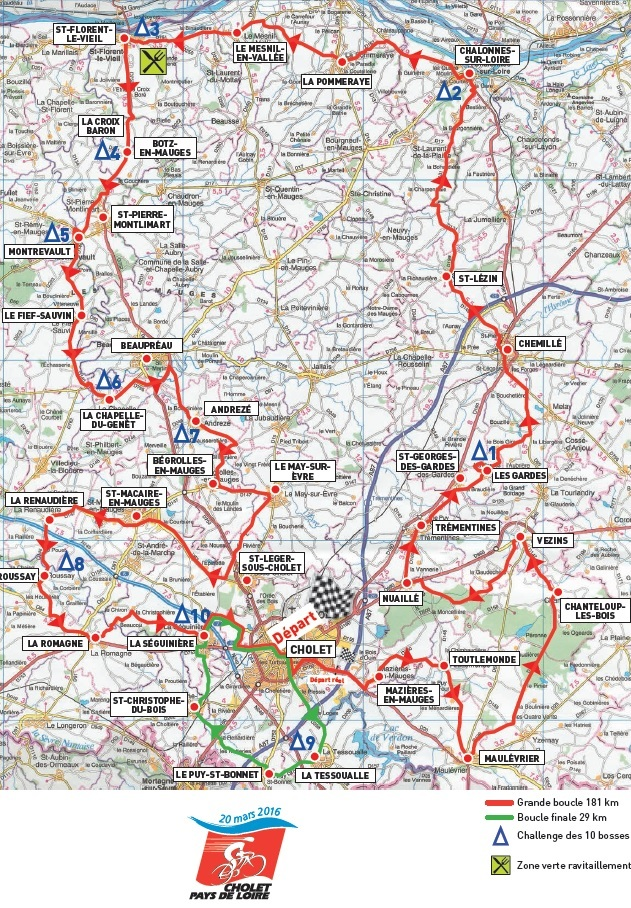

## Présentation

### Équipes
Classé en catégorie 1.1 de l'UCI Europe Tour, Cholet-Pays de Loire est par conséquent ouvert aux WorldTeams dans la limite de 50 % des équipes participantes, aux équipes continentales professionnelles, aux équipes continentales et aux équipes nationales.
Seize équipes participent à ce Cholet-Pays de Loire - deux WorldTeams, huit équipes continentales professionnelles et six équipes continentales :
| UCI WorldTeams   | UCI WorldTeams | UCI WorldTeams |
| Nom de l'équipe  | Pays           | Code           |
| ---------------- | -------------- | -------------- |
| AG2R La Mondiale | France         | ALM            |
| FDJ              | France         | FDJ            |

| Équipes continentales professionnelles | Équipes continentales professionnelles | Équipes continentales professionnelles |
| Nom de l'équipe                        | Pays                                   | Code                                   |
| -------------------------------------- | -------------------------------------- | -------------------------------------- |
| Androni Giocattoli-Sidermec            | Italie                                 | AND                                    |
| Cofidis                                | France                                 | COF                                    |
| Delko-Marseille Provence-KTM           | France                                 | DMP                                    |
| Direct Énergie                         | France                                 | DEN                                    |
| Fortuneo-Vital Concept                 | France                                 | FVC                                    |
| Roth                                   | Suisse                                 | ROT                                    |
| Topsport Vlaanderen-Baloise            | Belgique                               | TSV                                    |
| Wanty-Groupe Gobert                    | Belgique                               | WGG                                    |

| Équipes continentales                 | Équipes continentales | Équipes continentales |
| Nom de l'équipe                       | Pays                  | Code                  |
| ------------------------------------- | --------------------- | --------------------- |
| 3M                                    | Belgique              | MMM                   |
| Armée de Terre                        | France                | ADT                   |
| Euskadi Basque Country-Murias         | Espagne               | EUS                   |
| HP BTP-Auber 93                       | France                | AUB                   |
| Roubaix Métropole européenne de Lille | France                | RML                   |
| Wallonie Bruxelles-Group Protect      | Belgique              | WBC                   |

### Primes
Les vingt prix sont attribués suivant le barème de l'UCI,. Le total général des prix distribués est de 14 477 €.
| Position | 1er     | 2e      | 3e      | 4e    | 5e    | 6e    | 7e    | 8e    | 9e    | 10e à 20e |
| Prix     | 5 785 € | 2 895 € | 1 445 € | 715 € | 580 € | 433 € | 433 € | 287 € | 287 € | 147 €     |

## Classements

### Classement final
| Classement final | Classement final     | Classement final | Classement final                      | Classement final  |
|                  | Coureur              | Pays             | Équipe                                | Temps             |
| ---------------- | -------------------- | ---------------- | ------------------------------------- | ----------------- |
| 1er              | Rudy Barbier         | France           | Roubaix Métropole européenne de Lille | en 5 h 11 min 6 s |
| 2e               | Baptiste Planckaert  | Belgique         | Wallonie Bruxelles-Group Protect      | m.t               |
| 3e               | Yannis Yssaad        | France           | Armée de Terre                        | m.t               |
| 4e               | Nico Denz            | Allemagne        | AG2R La Mondiale                      | m.t               |
| 5e               | Marc Sarreau         | France           | FDJ                                   | m.t               |
| 6e               | David Menut          | France           | HP BTP-Auber 93                       | m.t               |
| 7e               | Pieter Vanspeybrouck | Belgique         | Topsport Vlaanderen-Baloise           | m.t               |
| 8e               | Laurent Évrard       | Belgique         | 3M                                    | m.t               |
| 9e               | Armindo Fonseca      | France           | Fortuneo-Vital Concept                | m.t               |
| 10e              | Jimmy Turgis         | France           | Roubaix Métropole européenne de Lille | m.t               |
| modifier         |                      |                  |                                       |                   |

### Classements annexes
| Classement de la montagne | Classement de la montagne | Classement de la montagne | Classement de la montagne | Classement de la montagne |
| ------------------------- | ------------------------- | ------------------------- | ------------------------- | ------------------------- |
|                           | Coureur                   | Pays                      | Équipe                    | Point(s)                  |
| 1er                       | Maxime Daniel             | France                    | AG2R La Mondiale          | 35 points                 |
| 2e                        | Ryan Anderson             | Canada                    | Direct Énergie            | 19 pts                    |
| 3e                        | Thomas Voeckler           | France                    | Direct Énergie            | 6 pts                     |
| modifier                  |                           |                           |                           |                           |

| Classement du meilleur jeune | Classement du meilleur jeune | Classement du meilleur jeune | Classement du meilleur jeune          | Classement du meilleur jeune |
|                              | Coureur                      | Pays                         | Équipe                                | Temps                        |
| ---------------------------- | ---------------------------- | ---------------------------- | ------------------------------------- | ---------------------------- |
| 1er                          | Rudy Barbier                 | France                       | Roubaix Métropole européenne de Lille | en 5 h 11 min 6 s            |
| 2e                           | Yannis Yssaad                | France                       | Armée de Terre                        | m.t                          |
| 3e                           | Nico Denz                    | Allemagne                    | AG2R La Mondiale                      | m.t                          |
| modifier                     |                              |                              |                                       |                              |

| \| Classement par équipes[4] \| Classement par équipes[4] \| Classement par équipes[4] \| Classement par équipes[4] \| \| \| Équipe \| Pays \| Temps \| \| ------------------------- \| --------------------------- \| ------------------------- \| ------------------------- \| \| 1re \| Armée de Terre \| France \| en 15 h 33 min 18 s \| \| 2e \| Fortuneo-Vital Concept \| France \| m.t \| \| 3e \| Topsport Vlaanderen-Baloise \| Belgique \| m.t \| \| modifier \| \| \| \| |                             |          |                     |
| Classement par équipes |                             |          |                     |
| | Équipe                      | Pays     | Temps               |
| 1re | Armée de Terre              | France   | en 15 h 33 min 18 s |
| 2e | Fortuneo-Vital Concept      | France   | m.t                 |
| 3e | Topsport Vlaanderen-Baloise | Belgique | m.t                 |
| modifier |                             |          |                     |

### Classement de la Coupe de France

#### Classement individuel

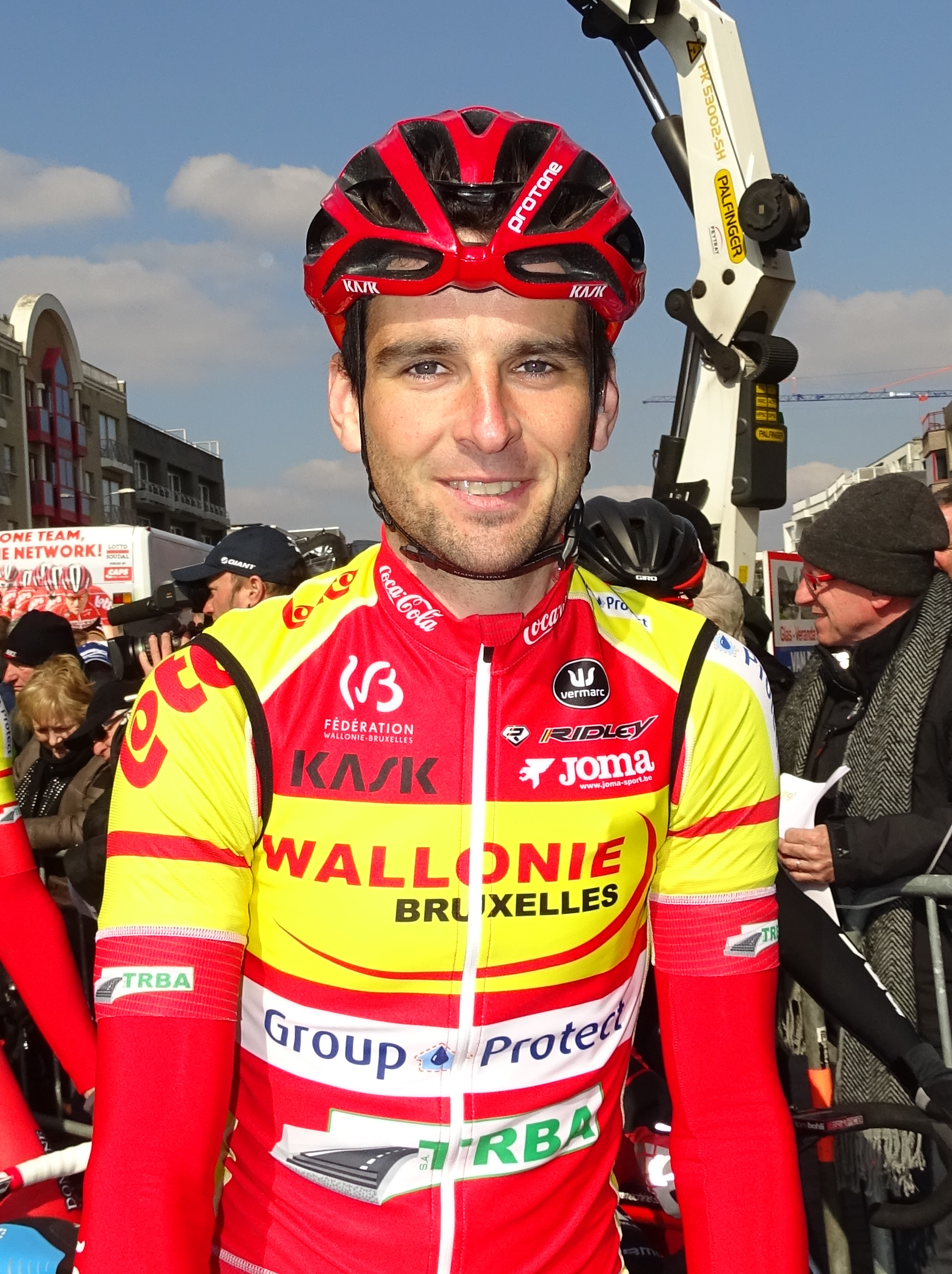
Baptiste Planckaert est le leader de la Coupe de France.

| Top dix de la Coupe de France à l'issue de la 3e manche | Top dix de la Coupe de France à l'issue de la 3e manche | Top dix de la Coupe de France à l'issue de la 3e manche | Top dix de la Coupe de France à l'issue de la 3e manche | Top dix de la Coupe de France à l'issue de la 3e manche |
| ------------------------------------------------------- | ------------------------------------------------------- | ------------------------------------------------------- | ------------------------------------------------------- | ------------------------------------------------------- |
|                                                         | Coureur                                                 | Pays                                                    | Équipe                                                  | Point(s)                                                |
| 1er                                                     | Baptiste Planckaert                                     | Belgique                                                | Wallonie Bruxelles-Group Protect                        | 60 points                                               |
| 2e                                                      | Rudy Barbier                                            | France                                                  | Roubaix Métropole européenne de Lille                   | 50 pts                                                  |
| 3e                                                      | Anthony Turgis                                          | France                                                  | Cofidis                                                 | 50 pts                                                  |
| 4e                                                      | Dries Devenyns                                          | Belgique                                                | IAM                                                     | 50 pts                                                  |
| 5e                                                      | Loïc Chetout                                            | France                                                  | Cofidis                                                 | 35 pts                                                  |
| 6e                                                      | Thibaut Pinot                                           | France                                                  | FDJ                                                     | 35 pts                                                  |
| 7e                                                      | Pieter Vanspeybrouck                                    | Belgique                                                | Topsport Vlaanderen-Baloise                             | 30 pts                                                  |
| 8e                                                      | Yannis Yssaad                                           | France                                                  | Armée de Terre                                          | 25 pts                                                  |
| 9e                                                      | Kévin Ledanois                                          | France                                                  | Fortuneo-Vital Concept                                  | 25 pts                                                  |
| 10e                                                     | Dimitri Claeys                                          | Belgique                                                | Wanty-Groupe Gobert                                     | 25 pts                                                  |
| modifier                                                |                                                         |                                                         |                                                         |                                                         |

#### Classement individuel des jeunes

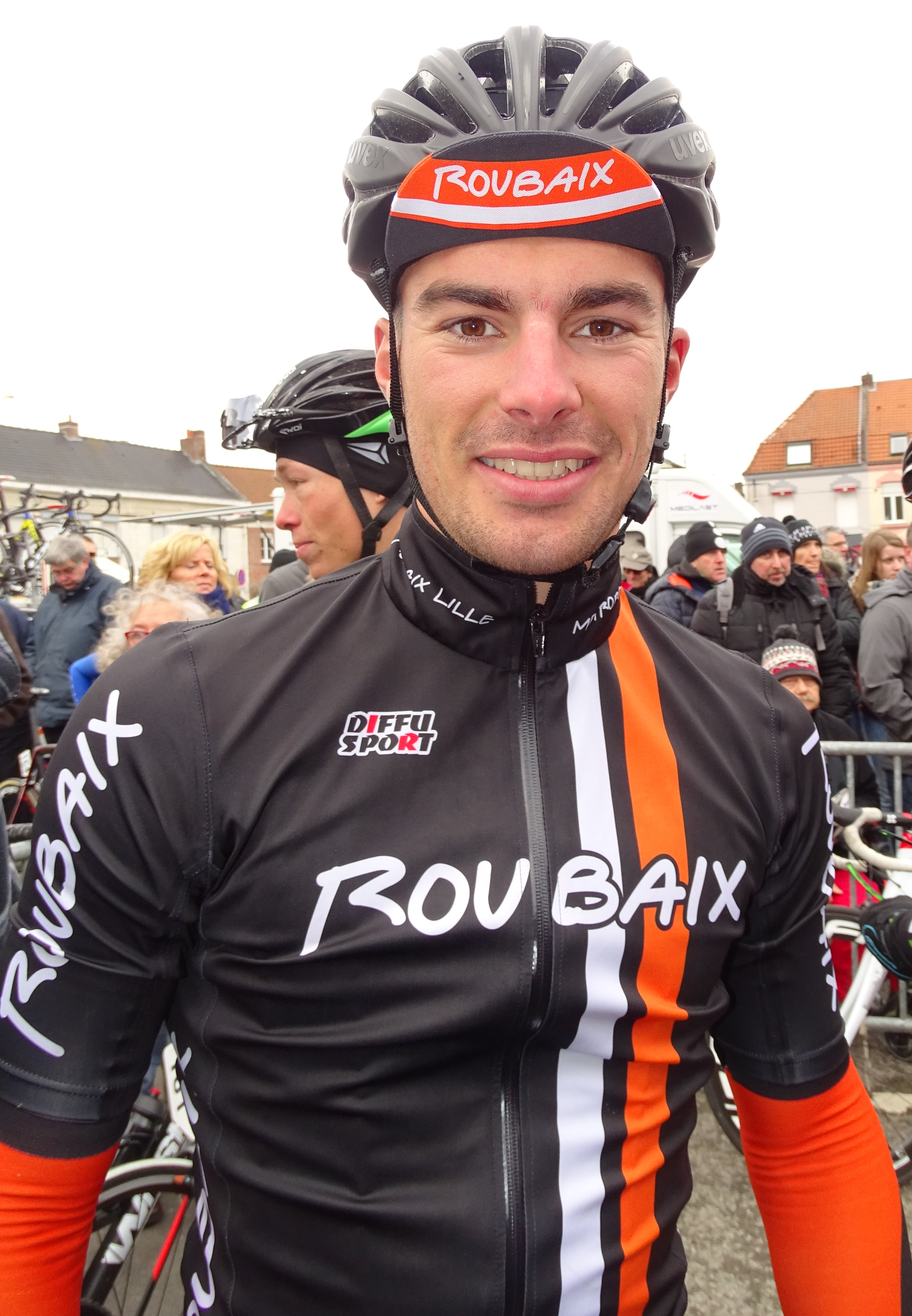
Rudy Barbier est le leader de la Coupe de France des jeunes.

| Top dix de la Coupe de France à l'issue de la 3e manche | Top dix de la Coupe de France à l'issue de la 3e manche | Top dix de la Coupe de France à l'issue de la 3e manche | Top dix de la Coupe de France à l'issue de la 3e manche | Top dix de la Coupe de France à l'issue de la 3e manche |
| ------------------------------------------------------- | ------------------------------------------------------- | ------------------------------------------------------- | ------------------------------------------------------- | ------------------------------------------------------- |
|                                                         | Coureur                                                 | Pays                                                    | Équipe                                                  | Point(s)                                                |
| 1er                                                     | Rudy Barbier                                            | France                                                  | Roubaix Métropole européenne de Lille                   | 50 points                                               |
| 2e                                                      | Anthony Turgis                                          | France                                                  | Cofidis                                                 | 50 pts                                                  |
| 3e                                                      | Loïc Chetout                                            | France                                                  | Cofidis                                                 | 35 pts                                                  |
| 4e                                                      | Yannis Yssaad                                           | France                                                  | Armée de Terre                                          | 25 pts                                                  |
| 5e                                                      | Kévin Ledanois                                          | France                                                  | Fortuneo-Vital Concept                                  | 25 pts                                                  |
| 6e                                                      | Nico Denz                                               | Allemagne                                               | AG2R La Mondiale                                        | 23 pts                                                  |
| 7e                                                      | Marc Sarreau                                            | France                                                  | FDJ                                                     | 18 pts                                                  |
| 8e                                                      | Florian Sénéchal                                        | France                                                  | Cofidis                                                 | 18 pts                                                  |
| 9e                                                      | David Menut                                             | France                                                  | HP BTP-Auber 93                                         | 16 pts                                                  |
| 10e                                                     | Carlos Barbero                                          | Espagne                                                 | Caja Rural-Seguros RGA                                  | 16 pts                                                  |
| modifier                                                |                                                         |                                                         |                                                         |                                                         |

#### Classement par équipes
| \| \| Top neuf de la Coupe de France à l'issue de la 3e manche[7] \| | \| \| Top neuf de la Coupe de France à l'issue de la 3e manche[7] \| | \| \| Top neuf de la Coupe de France à l'issue de la 3e manche[7] \| | \| \| Top neuf de la Coupe de France à l'issue de la 3e manche[7] \| |
| -------------------------------------------------------------------- | -------------------------------------------------------------------- | -------------------------------------------------------------------- | -------------------------------------------------------------------- |
|                                                                      | Équipe                                                               | Pays                                                                 | Point(s)                                                             |
| 1                                                                    | Armée de Terre                                                       | France                                                               | 23                                                                   |
| 2                                                                    | AG2R La Mondiale                                                     | France                                                               | 21                                                                   |
| 3                                                                    | FDJ                                                                  | France                                                               | 20                                                                   |
| 4                                                                    | Fortuneo-Vital Concept                                               | France                                                               | 20                                                                   |
| 5                                                                    | Cofidis                                                              | France                                                               | 19                                                                   |
| 6                                                                    | Direct Énergie                                                       | France                                                               | 17                                                                   |
| 7                                                                    | Delko-Marseille Provence-KTM                                         | France                                                               | 17                                                                   |
| 8                                                                    | Roubaix Métropole européenne de Lille                                | France                                                               | 16                                                                   |
| 9                                                                    | HP BTP-Auber 93                                                      | France                                                               | 13                                                                   |
|                                                                      | Top neuf de la Coupe de France à l'issue de la 3e manche             |                                                                      |                                                                      |

### UCI Europe Tour
Ce Cholet-Pays de Loire attribue des points pour l'UCI Europe Tour 2016, par équipes seulement aux coureurs des équipes continentales professionnelles et continentales, individuellement à tous les coureurs sauf ceux faisant partie d'une équipe ayant un label WorldTeam.
| Position           | 1er | 2e | 3e | 4e | 5e | 6e | 7e | 8e | 9e | 10e | 11e | 12e | 13e à 15e | 16e à 25e |
| Classement général | 125 | 85 | 70 | 60 | 50 | 40 | 35 | 30 | 25 | 20  | 15  | 10  | 5         | 3         |

## Liste des participants
- Liste de départ complète

| Légende | Légende                                                                    | Légende | Légende                                                    |
| ------- | -------------------------------------------------------------------------- | ------- | ---------------------------------------------------------- |
| Num     | Dossard de départ porté par le coureur sur ce Cholet-Pays de Loire         | Pos     | Position à l'arrivée de la course                          |
|         | Indique un maillot de champion national ou mondial, suivi de sa spécialité | NP      | Indique un coureur qui n'a pas pris le départ de la course |
| AB      | Indique un coureur qui n'a pas terminé la course                           | HD      | Indique un coureur qui a terminé la course hors des délais |

| Fortuneo-Vital Concept FVC    | Fortuneo-Vital Concept FVC | Fortuneo-Vital Concept FVC |
| ----------------------------- | -------------------------- | -------------------------- |
| Num                           | Coureur                    | Pos                        |
| 1                             | Jean-Marc Bideau (FRA)     | 31e                        |
| 2                             | Maxime Cam (FRA)           | AB                         |
| 3                             | Pierrick Fédrigo (FRA)     | 29e                        |
| 4                             | Brice Feillu (FRA)         | AB                         |
| 5                             | Armindo Fonseca (FRA)      | 9e                         |
| 6                             | Yauheni Hutarovich (BLR)   | 19e                        |
| 7                             | Kévin Ledanois (FRA)       | AB                         |
| 8                             | Francis Mourey (FRA)       | 20e                        |
| Directeur sportif : Yvon Caër |                            |                            |

| AG2R La Mondiale ALM               | AG2R La Mondiale ALM   | AG2R La Mondiale ALM |
| ---------------------------------- | ---------------------- | -------------------- |
| Num                                | Coureur                | Pos                  |
| 11                                 | Julien Bérard (FRA)    | 64e                  |
| 12                                 | Maxime Daniel (FRA)    | 55e                  |
| 13                                 | Nico Denz (GER)        | 4e                   |
| 14                                 | Damien Gaudin (FRA)    | 13e                  |
| 15                                 | Quentin Jauregui (FRA) | AB                   |
| 16                                 | Blel Kadri (FRA)       | 45e                  |
| 17                                 | Sébastien Turgot (FRA) | AB                   |
| 18                                 |                        |                      |
| Directeur sportif : Nicolas Guillé |                        |                      |

| FDJ                             | FDJ                  | FDJ |
| ------------------------------- | -------------------- | --- |
| Num                             | Coureur              | Pos |
| 21                              | Murilo Fischer (BRA) | 63e |
| 22                              | Marc Fournier (FRA)  | AB  |
| 23                              | Johan Le Bon (FRA)   | 37e |
| 24                              | Olivier Le Gac (FRA) | 23e |
| 25                              | Yoann Offredo (FRA)  | AB  |
| 26                              | Laurent Pichon (FRA) | 25e |
| 27                              | Jérémy Roy (FRA)     | 73e |
| 28                              | Marc Sarreau (FRA)   | 5e  |
| Directeur sportif : Yvon Madiot |                      |     |

| Cofidis COF                        | Cofidis COF               | Cofidis COF |
| ---------------------------------- | ------------------------- | ----------- |
| Num                                | Coureur                   | Pos         |
| 31                                 | Yoann Bagot (FRA)         | 22e         |
| 32                                 | Rayane Bouhanni (FRA)     | 71e         |
| 33                                 | Loïc Chetout (FRA)        | AB          |
| 34                                 | Hugo Hofstetter (FRA)     | AB          |
| 35                                 | Anthony Perez (FRA)       | AB          |
| 36                                 | Anthony Turgis (FRA)      | AB          |
| 37                                 | Michael Van Staeyen (BEL) | 17e         |
| 38                                 | Clément Venturini (FRA)   | AB          |
| Directeur sportif : Alain Deloeuil |                           |             |

| Direct Énergie DEN                   | Direct Énergie DEN    | Direct Énergie DEN |
| ------------------------------------ | --------------------- | ------------------ |
| Num                                  | Coureur               | Pos                |
| 41                                   | Ryan Anderson (CAN)   | 47e                |
| 42                                   | Romain Cardis (FRA)   | 27e                |
| 43                                   | Bryan Coquard (FRA)   | 18e                |
| 44                                   | Yohann Gène (FRA)     | 34e                |
| 45                                   | Tony Hurel (FRA)      | 49e                |
| 46                                   | Julien Morice (FRA)   | 46e                |
| 47                                   | Angélo Tulik (FRA)    | 43e                |
| 48                                   | Thomas Voeckler (FRA) | 50e                |
| Directeur sportif : Jimmy Engoulvent |                       |                    |

| Delko-Marseille Provence-KTM DMP    | Delko-Marseille Provence-KTM DMP | Delko-Marseille Provence-KTM DMP |
| ----------------------------------- | -------------------------------- | -------------------------------- |
| Num                                 | Coureur                          | Pos                              |
| 51                                  | Mikel Aristi (ESP)               | AB                               |
| 52                                  | Leonardo Duque (COL)             | 44e                              |
| 53                                  | Fredrik Strand Galta (NOR)       | AB                               |
| 54                                  | Benjamin Giraud (FRA)            | 42e                              |
| 55                                  | Martin Laas (EST)                | 74e                              |
| 56                                  | Christophe Laborie (FRA)         | AB                               |
| 57                                  | Yannick Martinez (FRA)           | AB                               |
| 58                                  | Evaldas Šiškevičius (LTU)        | 33e                              |
| Directeur sportif : Gilles Pauchard |                                  |                                  |

| Topsport Vlaanderen-Baloise TSV    | Topsport Vlaanderen-Baloise TSV | Topsport Vlaanderen-Baloise TSV |
| ---------------------------------- | ------------------------------- | ------------------------------- |
| Num                                | Coureur                         | Pos                             |
| 61                                 | Kenny De Ketele (BEL)           | AB                              |
| 62                                 | Floris De Tier (BEL)            | 24e                             |
| 63                                 | Sander Helven (BEL)             | 53e                             |
| 64                                 | Eliot Lietaer (BEL)             | AB                              |
| 65                                 | Dries Van Gestel (BEL)          | 21e                             |
| 66                                 | Kenneth Van Rooy (BEL)          | NP                              |
| 67                                 | Pieter Vanspeybrouck (BEL)      | 7e                              |
| 68                                 | Otto Vergaerde (BEL)            | AB                              |
| Directeur sportif : Hans De Clercq |                                 |                                 |

| Androni Giocattoli-Sidermec AND     | Androni Giocattoli-Sidermec AND | Androni Giocattoli-Sidermec AND |
| ----------------------------------- | ------------------------------- | ------------------------------- |
| Num                                 | Coureur                         | Pos                             |
| 71                                  | Marco Bandiera (ITA)            | 61e                             |
| 72                                  | Marco Benfatto (ITA)            | AB                              |
| 73                                  | Tiziano Dall'Antonia (ITA)      | AB                              |
| 74                                  | Alberto Nardin (ITA)            | AB                              |
| 75                                  | Luca Pacioni (ITA)              | AB                              |
| 76                                  | Daniele Ratto (ITA)             | 30e                             |
| 77                                  | Alessio Taliani (ITA)           | 60e                             |
| 78                                  |                                 |                                 |
| Directeur sportif : Roberto Miodini |                                 |                                 |

| Roth ROT                                   | Roth ROT              | Roth ROT |
| ------------------------------------------ | --------------------- | -------- |
| Num                                        | Coureur               | Pos      |
| 81                                         | Nicolas Baldo (FRA)   | 56e      |
| 82                                         | Marco D'Urbano (ITA)  | AB       |
| 83                                         | Tristan Marguet (SUI) | AB       |
| 84                                         | Frank Pasche (SUI)    | AB       |
| 85                                         | Colin Stüssi (SUI)    | AB       |
| 86                                         | Roland Thalmann (SUI) | AB       |
| 87                                         | Nicola Toffali (ITA)  | 51e      |
| 88                                         | Rino Zampilli (ITA)   | AB       |
| Directeur sportif : Alessandro Spezialetti |                       |          |

| Wanty-Groupe Gobert WGG                 | Wanty-Groupe Gobert WGG | Wanty-Groupe Gobert WGG |
| --------------------------------------- | ----------------------- | ----------------------- |
| Num                                     | Coureur                 | Pos                     |
| 91                                      | Simone Antonini (ITA)   | 38e                     |
| 92                                      | Frederik Backaert (BEL) | 35e                     |
| 93                                      | Dimitri Claeys (BEL)    | 36e                     |
| 94                                      | Antoine Demoitié (BEL)  | 11e                     |
| 95                                      | Mark McNally (GBR)      | 32e                     |
| 96                                      | Lander Seynaeve (BEL)   | 59e                     |
| 97                                      | Robin Stenuit (BEL)     | 54e                     |
| 98                                      | Kévin Van Melsen (BEL)  | 58e                     |
| Directeur sportif : Jean-Marc Rossignon |                         |                         |

| HP BTP-Auber 93 AUB                | HP BTP-Auber 93 AUB      | HP BTP-Auber 93 AUB |
| ---------------------------------- | ------------------------ | ------------------- |
| Num                                | Coureur                  | Pos                 |
| 101                                | César Bihel (FRA)        | 70e                 |
| 102                                | Romain Feillu (FRA)      | 41e                 |
| 103                                | Pierre Gouault (FRA)     | 65e                 |
| 104                                | Alo Jakin (EST)          | 14e                 |
| 105                                | Guillaume Levarlet (FRA) | AB                  |
| 106                                | David Menut (FRA)        | 6e                  |
| 107                                | Maxime Renault (FRA)     | 66e                 |
| 108                                | Théo Vimpère (FRA)       | AB                  |
| Directeur sportif : Stephan Gaudry |                          |                     |

| Armée de Terre ADT               | Armée de Terre ADT      | Armée de Terre ADT |
| -------------------------------- | ----------------------- | ------------------ |
| Num                              | Coureur                 | Pos                |
| 111                              | Julien Duval (FRA)      | 12e                |
| 112                              | Yann Guyot (FRA)        | 57e                |
| 113                              | Romain Le Roux (FRA)    | 48e                |
| 114                              | Kévin Lebreton (FRA)    | 16e                |
| 115                              | Stéphane Poulhiès (FRA) | 69e                |
| 116                              | Jimmy Raibaud (FRA)     | 28e                |
| 117                              | Thomas Rostollan (FRA)  | AB                 |
| 118                              | Yannis Yssaad (FRA)     | 3e                 |
| Directeur sportif : Jimmy Casper |                         |                    |

| Roubaix Métropole européenne de Lille RML | Roubaix Métropole européenne de Lille RML | Roubaix Métropole européenne de Lille RML |
| ----------------------------------------- | ----------------------------------------- | ----------------------------------------- |
| Num                                       | Coureur                                   | Pos                                       |
| 121                                       | Julien Antomarchi (FRA)                   | AB                                        |
| 122                                       | Rudy Barbier (FRA)                        | 1er                                       |
| 123                                       | Dieter Bouvry (BEL)                       | 52e                                       |
| 124                                       | Jérémy Leveau (FRA)                       | AB                                        |
| 125                                       | Daan Myngheer (BEL)                       | AB                                        |
| 126                                       | Félix Pouilly (FRA)                       | AB                                        |
| 127                                       | Jimmy Turgis (FRA)                        | 10e                                       |
| 128                                       | Maxime Vantomme (BEL)                     | 68e                                       |
| Directeur sportif : Frédéric Delcambre    |                                           |                                           |

| Wallonie Bruxelles-Group Protect WBC | Wallonie Bruxelles-Group Protect WBC | Wallonie Bruxelles-Group Protect WBC |
| ------------------------------------ | ------------------------------------ | ------------------------------------ |
| Num                                  | Coureur                              | Pos                                  |
| 131                                  | Sébastien Delfosse (BEL)             | AB                                   |
| 132                                  | Florent Delfosse (BEL)               | AB                                   |
| 133                                  | Tom Dernies (BEL)                    | AB                                   |
| 134                                  | Thomas Deruette (BEL)                | 62e                                  |
| 135                                  | Grégory Habeaux (BEL)                | 26e                                  |
| 136                                  | Baptiste Planckaert (BEL)            | 2e                                   |
| 137                                  |                                      |                                      |
| 138                                  | Antoine Warnier (BEL)                | AB                                   |
| Directeur sportif : Olivier Kaisen   |                                      |                                      |

| Euskadi Basque Country-Murias EUS | Euskadi Basque Country-Murias EUS | Euskadi Basque Country-Murias EUS |
| --------------------------------- | --------------------------------- | --------------------------------- |
| Num                               | Coureur                           | Pos                               |
| 141                               | Alex Aranburu (ESP)               | 72e                               |
| 142                               | Aritz Bagües (ESP)                | 39e                               |
| 143                               | Ander Barrenetxea (ESP)           | AB                                |
| 144                               | Adrián González (ESP)             | 40e                               |
| 145                               | Jon Ander Insausti (ESP)          | AB                                |
| 146                               | Pello Olaberria (ESP)             | AB                                |
| 147                               | Gotzon Udondo (ESP)               | AB                                |
| 148                               |                                   |                                   |
| Directeur sportif : Rubén Pérez   |                                   |                                   |

| 3M MMM                           | 3M MMM                 | 3M MMM |
| -------------------------------- | ---------------------- | ------ |
| Num                              | Coureur                | Pos    |
| 151                              | Edwig Cammaerts (BEL)  | AB     |
| 152                              | Jaap de Man (NED)      | AB     |
| 153                              | Gertjan De Vos (BEL)   | AB     |
| 154                              | Laurent Évrard (BEL)   | 8e     |
| 155                              | Piotr Havik (NED)      | 15e    |
| 156                              | Jimmy Janssens (BEL)   | NP     |
| 157                              | Bob Schoonbroodt (NED) | AB     |
| 158                              | Kenny Willems (BEL)    | 67e    |
| Directeur sportif : Frank Boeckx |                        |        |